# Ronabea
Ronabea là một chi thực vật có hoa trong họ Thiến thảo (Rubiaceae).

## Loài
Chi Ronabea gồm các loài: